# Bahar Soomekh
Bahar Soomekh  (en persa: بهار سومخ‎; Teherán, 30 de marzo de 1975) es una ex actriz iraní. Entre sus actuaciones más recordadas están Crash, Misión imposible 3 y Saw III (en la que interpreta a la doctora Lynn Denlon). En 2005 ganó un Premio del Sindicato de Actores por su actuación en Crash.

## Biografía
Bahar Soomekh se trasladó, a los 4 años, con sus padres y hermana Saba Soomekh, a Los Ángeles. Asistió a una yeshivá, Sinaí Akiba Academia y Beverly Hills High School, donde interpretaba el violín en la orquesta de la escuela. Se especializó en estudios ambientales en la Universidad de California en Santa Bárbara. Soomekh comenzó a trabajar en un trabajo corporativo, y tomó clases de actuación en la noche, antes de renunciar a su trabajo para perseguir una carrera como actriz a tiempo completo.

## Filmografía
- Without a Trace (TV) (2002).... Lemese Salman
- Naked Hotel (2003).... Bhurka Woman
- JAG (TV) (2002-2004).... Amira Sattar (2004) & Jasmine (2002)
- Intermission (2004).... Hair Wearer
- Crash (2004)....Dorri
- A Lousy Ten Grand (2004).... Najah
- 24 (2005) (escena eliminada) .... Habib Marwan's Wife
- Bones (TV) (2005).... Sahar Masruk
- Syriana (2005).... Yassi (Director's Uncut Version)
- In Justice (TV) (2006).... Neena Oponi
- Misión imposible 3 (2006).... Davian's Translator
- The Unit (TV) (2006).... Firefly
- Saw III (2006).... Dr. Lynn Denlon
- Day Break (TV) (2006-2007).... Margo
- Saw IV (2007).... Dr. Lynn Denlon (flashback de filme anterior)
- The Oaks (2008 - ) .... Hollis
- Ghost Whisperer (TV) (2008) .... Tricia en el episodio "Imaginary Friends and Enemies"